# Klaus-Andreas Moering
Klaus-Andreas Moering (født 10. december 1915 i Breslau i daværende Tyske Kejserrige; død 17. marts 1945 i Glatz, nuværende Kłodzko i Polen) var en tysk maler, der var inspireret af den tyske ekspressionistiske maler og grafiker Otto Mueller.
I slutningen af 1930'erne tilbragte han perioder ved svigerforældrenes feriested i Poberow ved Østersøen hvor mange af hans værker blev skabt. 1938 opholdt han sig dér med malervennerne Joachim Albrecht og Hans-Hermann Steffens.
1942 blev Moering indkaldt til krigen og sendt til østfronten, og under tilbagetrækningskampene 1945 i hans schlesiske hjemegn blev han alvorligt såret og døde kort før krigens afslutning på et lazaret i Glatz.
| - Værker af Klaus Andreas Moering - Køer, akvarel 1938 Kühe I - "Steffens, Albrecht, Elle und ich am Strand", 1938 - 'Skrivende', tegning fra 1939 Schreibende, Zeichnung - Hus i skov, akvarel 1941 Haus im Wald - Selvportræt, 1942 |